# Lo devo solo a te/Lidia a Mosca
Lo devo solo a te/Lidia a Mosca è un singolo di Pupo, l'ultimo singolo pubblicato dall'etichetta discografica Baby Records. Il singolo risale al 1981.
Entrambi i brani sono contenuti nell'omonimo 33 giri di Pupo sempre nell'anno 1981.
La canzone "Lidia a mosca", contenuta nel lato B del 45 giri, racconta la storia tra Pupo e la stessa Lidia, una donna conosciuta durante un tour di concerti in Russia nel 1981.

## Classifiche
| Classifica (1981–1982) | Posizione massima |
| ---------------------- | ----------------- |
| Italia                 | 8                 |
| Svizzera               | 6                 |